# Philippe Seghin
Pour les articles homonymes, voir Seghin.
Philippe Seghin, né le 8 avril 1938 à Fontaine-l'Évêque est un homme politique belge wallon, membre du MR.
Il est pharmacien.
Il est officier de réserve.

## Fonctions politiques
- Député fédéral belge du 21 mai 1995 au 10 avril 2003.
- Conseiller communal de Fontaine-l'Évêque.
- Bourgmestre de Fontaine-l'Évêque. (2006 > 2012)

## Distinctions
- Chevalier de l'Ordre de Léopold II.